# Slaget vid Zela

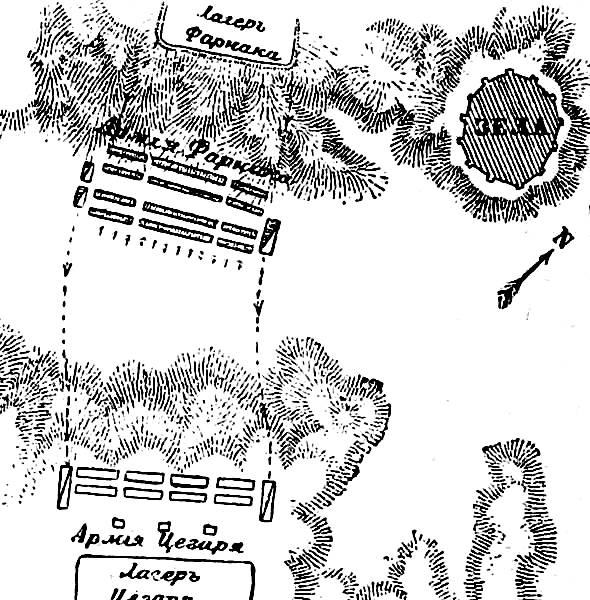
Slaget vid Zela

Slaget vid Zela var ett slag som utkämpades den 2 augusti år 47 f.Kr. mellan Julius Caesar och Farnakes II av Pontos. Zela låg i det antika kungadömet Pontos, som är beläget i nuvarande Turkiet. Caesar vann på ett så övertygande sätt att han i ett brev till Rom beskrev slaget med de berömda orden Veni, vidi, vici, på svenska "Jag kom, jag såg, jag segrade". I verkligheten hade slaget inte varit så lätt, utan Caesar var nära att bli besegrad.

## Förspel till slaget
Caesar hade tagit sig från Egypten till Syrien för att kuva upproriska riken i regionen. Kungariket Pontos hade länge varit en fiende till Rom, särskilt den tidigare kungen, Mithridates VI hade varit en nagel i ögat på stormakten. Dennes son, Farnakes II, fortsatte motståndet mot Rom och när Caesar närmade sig Pontos visste han att han skulle möta större motstånd än han hittills gjort. Dessutom var Caesars trupper kraftigt decimerade efter alla stridigheter och av hans sjätte legion, vilken bestod av veteraner från Alexandria, återstod endast tusen man. Till detta hade han två ytterligare legioner och en legion skänkt av kungen av Galatien, Deiotaurus.
När de romerska trupperna närmade sig sände Farnakes ut ambassadörer för att försäkra sig om att Caesar inte kom med fientliga avsikter och med löften om att Pontos ska underkuva sig alla krav Rom hade. Caesar insåg dock att Farnakes inte hade några intentioner att följa sina löften och rustade för batalj.
Staden Zela var en starkt befäst stad, omgiven av höga kullar och hade år 67 f.Kr. varit skådeplatsen för ett annat slag, det mellan Mithridates VI och den romerske härföraren Triarius, vilket hade resulterat i ett totalt nederlag för de romerska styrkorna. På grund av stadens stora symbolvärde hade Farnakes valt den som plats för sitt läger och börjat rusta upp dess befästningar. Caesar, som hade satt upp sitt läger ungefär 8 km utanför Zela insåg den strategiska vikten av att kunna befästa sig på en av kullarna omkring staden och beordrade genast trupperna att bege sig av för att inta en av kullarna. Rakt under Farnakes näsa lyckades han inta just den kulle från vilken Mithridaes hade besegrat Triarius.

## Slagets förlopp
Då Farnakes såg detta beordrade han sina styrkor att ställa upp sig utanför sitt läger, vilket Caesar kunde se från sin post. Caesar såg dock inte detta som en aggressiv handling, utan antog att Farnakes endast ämnade beskåda de romerska ställningarna för strategiska syften och lät därför större delen av sina trupper fortsätta med befästningsarbetena. Men Farnakes började istället röra sig genom dalen för att möta de romerska styrkorna. Inte heller detta fick Caesar att reagera, då han ansåg det för att vara ren idioti att tränga ihop sina styrkor genom att föra dem genom en så smal dal. Men då han såg att Farnakes styrkor började röra sig upp för kullen som de romerska trupperna besatte, beordrade han snabbt sina mannar att upphöra med arbetet och ta till vapen men trupperna var inte helt formerade när den pontosiska armén anföll. Detta ledde till en början till stor förvirring i de romerska leden, men det romerska pilregnet saktade ner Farnakes frammarsch.
Caesars fördelaktiga läge, på toppen av den branta kullen, vände snart stridslyckan och till slut kollapsade Farnakes vänstra flygel och efter mer utdragna strider föll även den högra. De romerska styrkorna arbetade sig uppför kullen mot staden och kunde snart forcera dess murar. Farnakes lyckades dock fly med en mindre avdelning av sitt kavalleri.

## Efterspel
Efter slaget avdelade Caesar två legioner för att bevaka området, medan den sjätte legionen sändes hem till Rom för att mottaga sina hedersbetygelser. Farnakes flydde till Bosporen, där han lyckades samla en mindre styrka, som lyckades inta ett antal städer. Hans styrkor anfölls dock senare av en av Farnakes tidigare guvernörer, Asandar, som dödade honom.